# Maria Benedicta Föhrenbach
Suor Maria Benedicta (o Maria Benedikta, al secolo Maria  Föhrenbach; Oberkirch (Germania), 7 febbraio 1883 – Friburgo in Brisgovia, 15 settembre 1961) è stata una religiosa tedesca, fondatrice delle Suore benedettine di Santa Lioba.

## Biografia

### Vita secolare
Maria Föhrenbach nacque nel 1883 a Oberkirch, da una coppia originaria della zona di Friburgo. La vita in famiglia era caratterizzata dalla serietà per il lavoro, dal senso di obbedienza e disciplina. Una parente di sua madre fu la badessa del monastero cistercense di Günterstal, presso Friburgo, nel XVII secolo, cioè dove Maria avrebbe in seguito fondato una comunità benedettina.
La professione di suo padre, funzionario del governo granducale, li costrinse a diversi trasferimenti, perciò crebbe a Rastatt, Costanza, Karlsruhe e all'età di 17 anni giunse a Friburgo. Studiò presso una scuola di economia domestica e si formò nell'ambito musicale, in cui era molto dotata, e artistico. Ricoprì l'incarico di presidente dell'Associazione Giovanile Accademica (Akademischen Jugendbundes) di Friburgo.
Dopo l'inizio della Grande Guerra lavorò nell'ospedale di riserva della Lessingschule e divenne un'infermiera della Croce Rossa. Su incarico di Alois Eckert, il segretario della Caritas diocesana di Friburgo, il 15 luglio del 1918 fu posta a capo di una nuova scuola infermieristica e fu nominata direttrice dell'ospedale pediatrico di Sant'Edvige, inaugurato in quel giorno stesso.

### Vita religiosa
Cercando collaboratori per la sua scuola, si unirono a lei suore secolari come Elisabeth Steinbacher (1876-1932), che la affiancò nella volontà di dare vita a una comunità in cui coniugare la vita di preghiera con un attivo impegno sociale. Nel settembre 1919 compì un ritiro nell'arciabbazia di Beuron, alla fine del quale scelse di vivere secondo la spiritualità benedettina. Nell'ottobre 1920 riunì un gruppo di donne in ritiro a Beuron e nell'aprile del 1921 iniziò il noviziato presso l'abbazia di Eibingen, avendo come compagna anche Liselotte Wulff (1896-1961). Ricevette il velo il 1⁰ maggio con il nome di Maria Benedicta.
Ad agosto gli statuti provvisori scritti per fondare un nuovo ordine furono respinti dalla Santa Sede. Li riscrissero col sostegno di Bernhard Jauch e vennero approvati dall'arcivescovo Karl Fritz; nel 1927 giunse il riconoscimento di Roma e Maria venne eletta priora della congregazione.
Nel 1955, dopo la riorganizzazione dell'ordine, venne nominata Madre Priora Generale (in tedesco Mutter Generalpriorin). Nel 1959 fu colpita da un ictus che le causò la cecità dell'occhio destro. Morì malata all'età di 78 anni, la mattina del 15 settembre 1961.

## Commemorazione

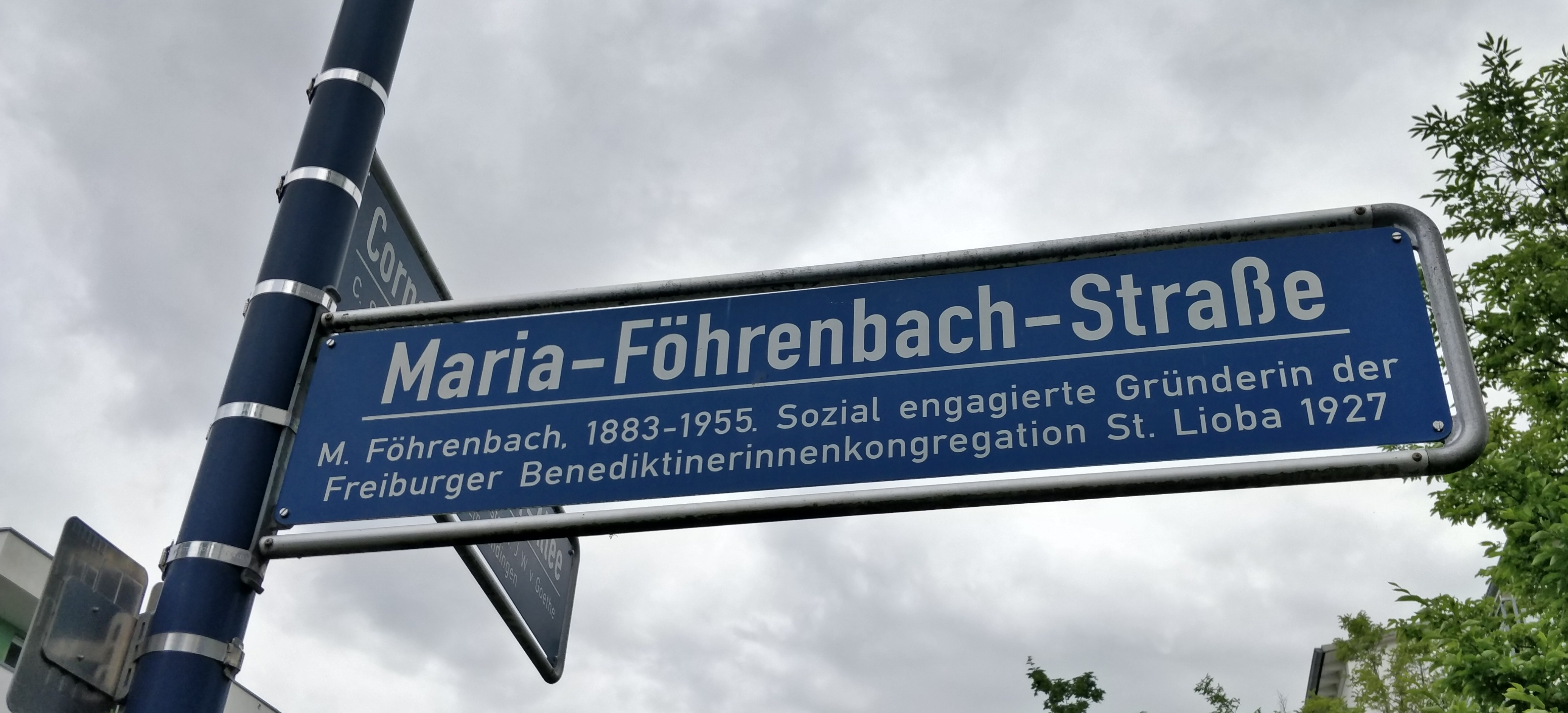

- Le è stata intitolata la Maria-Föhrenbach-Straße nel quartiere Rieselfeld di Friburgo in Brisgovia.[8]